# Chuck Yeager
Charles Elwood Yeager, detto Chuck (Myra, 13 febbraio 1923 – Oroville, 7 dicembre 2020) è stato un aviatore statunitense, maggior generale della United States Air Force e famoso pilota collaudatore. Nel 1947 è stato il primo uomo a superare il muro del suono, vale a dire volare ad una velocità superiore ai 1225 km/h.
Originariamente ritiratosi come brigadier generale, vent'anni dopo il suo pensionamento, Yeager è stato infine promosso, a titolo onorifico per meriti militari, al grado di maggior generale dell'USAF.
La sua carriera è iniziata durante la seconda guerra mondiale come semplice aviere nella United States Army Air Forces. Dopo essere stato impiegato come meccanico di aerei, nel settembre 1943 fu ammesso al corso piloti e, dopo averlo superato, fu promosso al grado di flight officer diventando pilota da caccia su P-51 Mustang. Dopo la guerra divenne pilota collaudatore di molti tipi di aerei con motore a scoppio e a reazione. Yeager è stato il primo uomo a superare il muro del suono il 14 ottobre 1947, pilotando l'aereo sperimentale Bell X-1 a Mach 1 ad un'altitudine di 13.700 m. Sebbene Scott Crossfield fosse stato il primo uomo a volare oltre Mach 2 nel 1953, poco dopo Yeager stabilì un nuovo record di Mach 2.44. Abbandonata la carriera di collaudatore, Yeager prese il comando di squadriglie da combattimento in Germania e nel sudest asiatico durante la guerra del Vietnam quando, in riconoscimento degli eccellenti risultati conseguiti da queste unità, fu promosso al grado di brigadier generale. La carriera da pilota di Yeager abbraccia più di sessant'anni e lo ha portato in tutti gli angoli del globo, inclusa l'Unione Sovietica durante la "guerra fredda".

## Biografia
Yeager è nato da genitori di estrazione contadina, Susie Mae e Albert Hal Yeager a Myra, Virginia Occidentale, e si è diplomato presso la scuola superiore di Hamlin, la città più vicina al suo luogo natale. Il cognome "Yeager" è una forma anglicizzata della parola tedesco-scandinava, Jäger (cacciatore). Yeager aveva due fratelli, Roy e Hal, Jr., e due sorelle, Doris Ann (uccisa accidentalmente da Roy con una fucilata, ancora neonata) e Pansy Lee.
Il suo primo contatto con il mondo militare è stata la partecipazione al Citizens Military Training Camp di Fort Benjamin Harrison, Indianapolis, Indiana, durante le estati del 1939 e 1940. Il 26 febbraio 1945, Yeager sposò Glennis Dickhouse (da cui ribattezzò il proprio Bell X-1 "Glamorous Glennis"), e la coppia ebbe quattro figli. Glennis Yeager è morta nel 1990.

### Seconda guerra mondiale
Yeager si arruolò come aviere nell'United States Army Air Forces (USAAF) il 12 settembre 1941, e divenne un meccanico d'aerei presso la George Air Force Base di Victorville, California. Quando si arruolò, Yeager non era qualificato per l'addestramento al volo, a causa della sua età, ma l'entrata degli Stati Uniti nella seconda guerra mondiale meno di due mesi dopo spinse l'USAAF a cambiare i propri standard di reclutamento. Dotato di un'eccezionale vista di 20/10, Yeager mostrò un talento naturale come pilota e fu accettato al corso. Ricevette il brevetto presso la Luke Air Force Base, Arizona, dove si qualificò con il corso 43C il 10 marzo 1943. Assegnato al 357th Fighter Group di Tonopah, Nevada, fu inizialmente addestrato come pilota da caccia su Bell P-39 Airacobra (e fu punito con sette giorni di sospensione dal volo per un volo radente su un albero appartenente ad un contadino locale) per essere assegnato successivamente al teatro europeo il 23 novembre 1943.

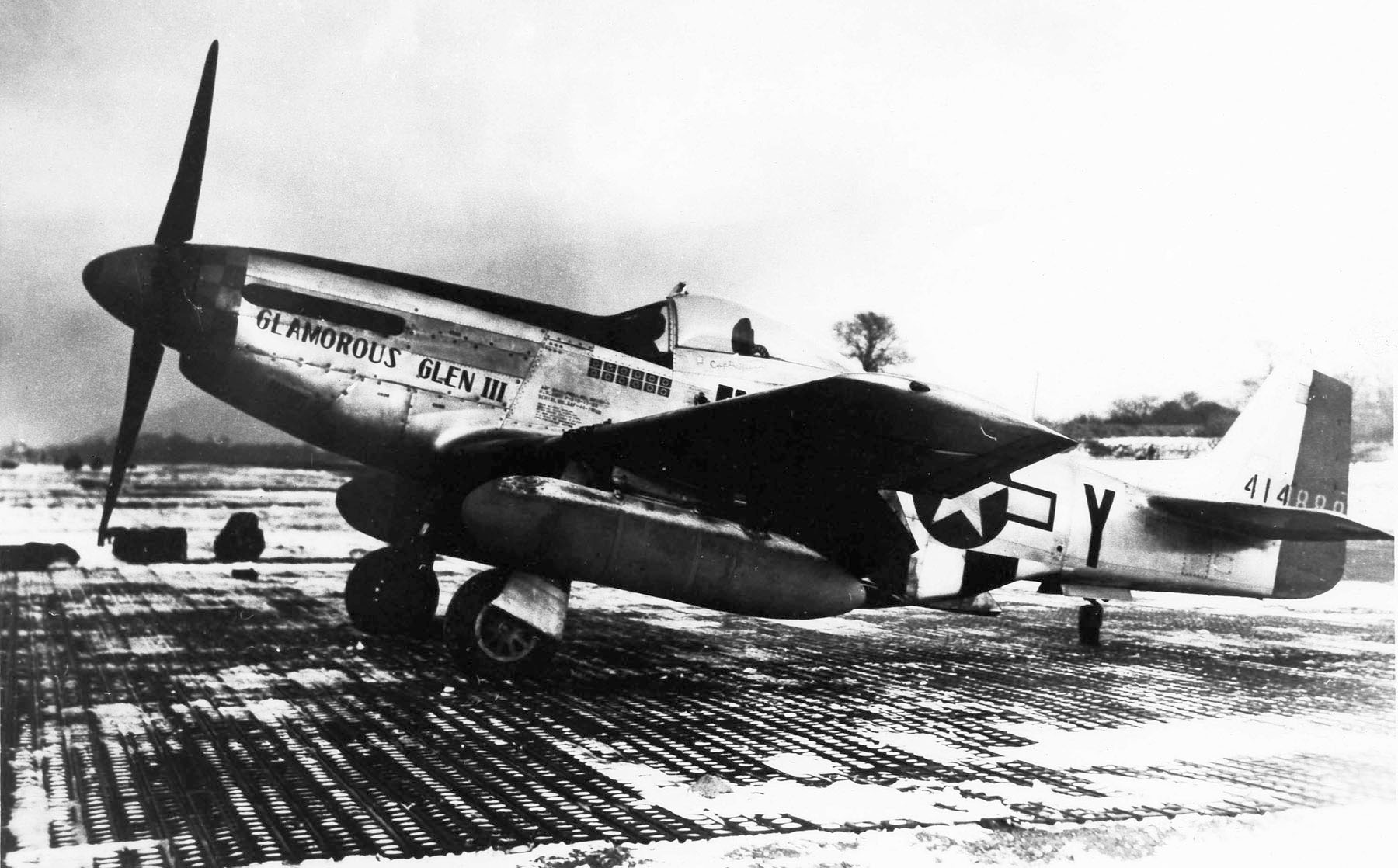
Il North American P-51 P-51D-20NA Mustang battezzato Glamorous Glen III è il caccia con cui Chuck Yeager ottenne la maggior parte delle sue vittorie aeree.

Basato in Inghilterra presso la base RAF di Leiston, Yeager pilotò in combattimento il caccia North American P-51 Mustang nel 363rd Fighter Squadron. Aveva ottenuto una vittoria quando fu abbattuto sopra la Francia durante la sua ottava missione, il 5 marzo 1944. Riuscì a fuggire in Spagna il 30 marzo con l'aiuto del Maquis (Resistenza francese) e rientrò in Inghilterra il 15 maggio 1944. Durante la sua permanenza con il Maquis, Yeager partecipò alle azioni di guerriglia che non comportavano l'impiego in combattimento, aiutando a costruire bombe per i partigiani, abilità che aveva appreso da suo padre. Fu decorato con la Bronze Star per aver aiutato un altro aviatore, parzialmente mutilato di una gamba durante un tentativo di fuga, ad attraversare i Pirenei.
Yeager fu riassegnato al combattimento aereo. Insieme con un altro evaso, il pilota di bombardieri cap. Fred Glover, Yeager era riuscito a parlare direttamente con il Comandante Supremo Alleato, generale Dwight D. Eisenhower, il 12 giugno 1944. Glover sostenne il loro caso, argomentando che dato che gli Alleati avevano invaso la Francia, il Maquis stava combattendo apertamente i Nazisti al fianco delle truppe regolari, per cui c'era poco o nulla che essi potessero rivelare, nel caso fossero abbattuti di nuovo, circa le identità ed i movimenti di coloro che li avevano aiutati a scappare. Eisenhower, dopo essere stato autorizzato dal War Department a prendere una decisione in materia, concordò con Yeager e Glover. Successivamente, Yeager attribuì il proprio successo nella Air Force a questa decisione, sostenendo che la sua carriera di pilota collaudatore fu una prosecuzione naturale dell'essere un asso decorato con un buon numero di vittorie, oltre che essere stato un addetto alla manutenzione velivoli prima di frequentare la scuola di volo.

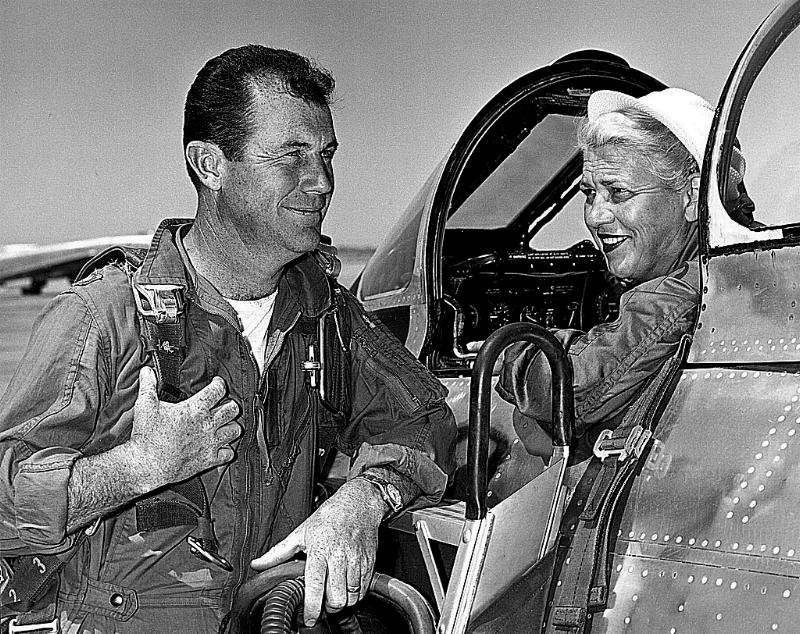
Charles Elwood Yeager mentre parla con Jackie Cochran a bordo del suo F-86 Sabre.

Yeager si distinse diventando il primo nel suo gruppo a diventare "asso in un giorno": abbatté cinque aerei nemici in una sola missione, terminando la guerra con 11.5 vittorie ufficiali, inclusa una delle prime vittorie aria-aria contro un caccia a reazione (un Messerschmitt Me 262, l'abbattimento avvenne mentre il 262 atterrava senza più carburante, ammissione dello stesso Yeager). Due delle sue vittorie "asso in un giorno" furono ottenute senza sparare un colpo; si portò in posizione di tiro nei confronti di un Messerschmitt Bf 109 ed il pilota nemico, andato in panico, virò bruscamente fino a collidere con il suo compagno d'ala; Yeager riferì più tardi che entrambi i piloti si erano paracadutati. Un'altra vittoria che non fu ufficialmente accreditata arrivò nel periodo precedente il ripristino del suo status di pilota da combattimento: durante un volo di addestramento con il suo P-51 sul Mare del Nord, si imbatté in un Junkers Ju 88 tedesco che stava attaccando a terra l'equipaggio di un Boeing B-17 Flying Fortress abbattuto. Yeager colpì l'aereo nemico salvando l'equipaggio del B-17, ma dato che non era stato ancora restituito al servizio attivo di combattimento, la vittoria fu attribuita al suo gregario Eddie Simpson.
Yeager fu promosso tenente durante il suo periodo a Leiston e capitano prima della fine del suo turno di servizio in Europa. Volò la sua sessantunesima ed ultima missione il 15 gennaio 1945, e ritornò negli Stati Uniti all'inizio di febbraio. Come pilota evaso dal territorio nemico, gli fu data la possibilità di scegliere la sua nuova assegnazione, e dato che sua moglie era incinta, scelse Wright Field per essere vicino a casa sua in Virginia Occidentale. L'alto numero di ore di volo, e le sue capacità di manutenzione velivoli lo qualificarono come pilota collaudatore di aerei riparati, cosa che lo portò sotto il comando del colonnello Albert Boyd, capo dell'Aeronautical Systems Flight Test Division.

### Dopoguerra
Yeager rimase nella United States Air Force dopo la guerra, diventando pilota collaudatore presso la Muroc Army Air Field (ora Edwards Air Force Base) e fu successivamente selezionato per pilotare l'aereo a reazione Bell X-1 durante un programma NACA volto ad effettuare ricerche sul volo ad alta velocità, dopo che il pilota collaudatore della Bell Aircraft "Slick" Goodlin aveva chiesto 150.000 dollari per rompere il muro del suono. Le difficoltà del compito erano tali che la risposta a molte delle sfide ad esso connesse era "meglio che Yeager abbia pagato il premio della sua assicurazione". Yeager ruppe il muro del suono il 14 ottobre 1947, portando l'aereo sperimentale X-1 a Mach 1 ad un'altitudine di 45 000 piedi (14 000 m). Due sere prima la data stabilita del volo, Yeager si ruppe due costole cadendo da cavallo. Aveva una paura tale di essere esonerato dalla missione che andò da un veterinario in una città vicina per farsi curare e parlò dell'accaduto solo a sua moglie ed all'amico pilota e collega di progetto Jack Ridley.

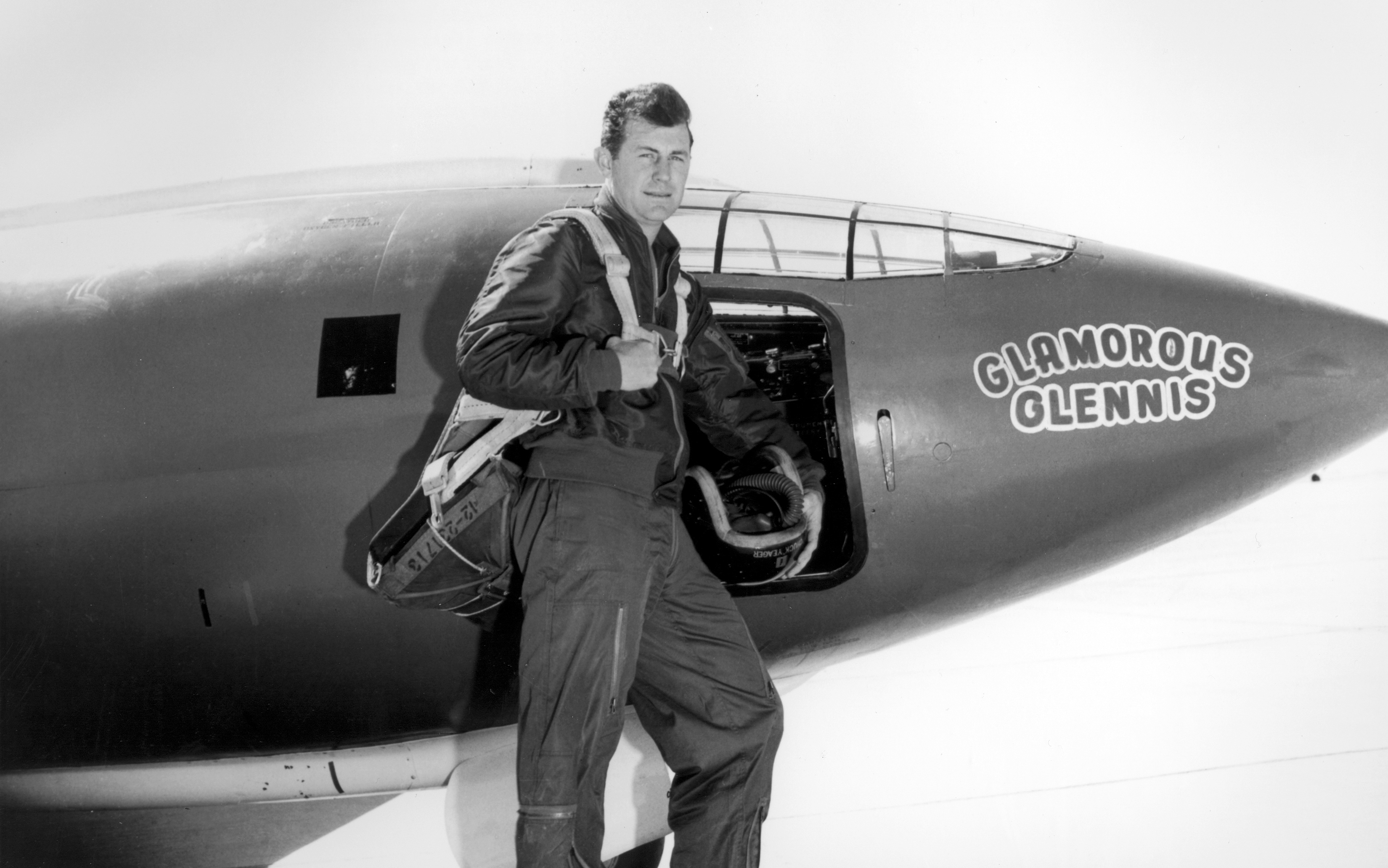
Yeager davanti al Bell X-1 che, come tutti gli aerei a lui assegnati, aveva soprannominato Glamorous Glennis dal nome di sua moglie.

Il giorno del volo, Yeager aveva tanto dolore da non poter chiudere da solo il portello dell'aereo. Ridley improvvisò un attrezzo alla bisogna, usando la parte superiore di un manico di scopa per confezionare una leva che aiutasse Yeager ad effettuare la manovra. Il volo di Yeager ottenne un record di Mach 1.07: comunque egli notò subito che il pubblico faceva attenzione ai numeri tondi, e che il prossimo obiettivo era superare Mach 2. Il Bell X-1 di Yeager è esposto allo Smithsonian Institution's National Air and Space Museum. Per il suo storico volo, a Yeager furono assegnati il MacKay ed il Collier Trophies nel 1948, nonché l'Harmon International Trophy nel 1954.
Yeager continuò a battere record di altitudine e velocità negli anni successivi. Fu anche uno dei primi piloti americani a mettersi ai comandi di un MiG-15 dopo che il suo pilota lo usò per fuggire in Corea del Sud. Durante l'ultima metà del 1953, Yeager fece parte del team USAF che lavorava sull'X-1A, un aereo disegnato per superare Mach 2 in volo orizzontale. Tuttavia, il 20 novembre 1953 fu il pilota della NACA (oggi NASA) Scott Crossfield a volare oltre due volte la velocità del suono con il suo D-558-II Skyrocket. Battuti, Ridley e Yeager decisero di surclassare il record del rivale con una serie di record di velocità che denominarono "Operazione Pianto della NACA". Non solo batterono Crossfield, ma lo fecero giusto in tempo per rovinare una festa pianificata per il 50º anniversario del volo dei fratelli Wright, dove Crossfield doveva essere presentato come "l'uomo più veloce sulla faccia della Terra". Il team USAF composto da Ridley e Yeager raggiunse Mach 2.44 il 12 dicembre 1953. Pochi istanti dopo aver raggiunto Mach 2.44, Yeager subì una perdita di controllo aerodinamico dovuta ad accoppiamento inerziale ad un'altitudine di circa 80 000 piedi (24 000 m), e perse il controllo dell'X-1A. Con l'aereo fuori controllo, che subiva picchiate, rollate ed imbardate simultaneamente (la cosiddetta "divergenza sui tre assi"), Yeager cadde per 51 000 piedi (16 000 m) in 51 secondi, fino a recuperare l'assetto di volo ad un'altitudine di 29 000 piedi (8 800 m) e ad atterrare senza ulteriori incidenti.
Yeager è stato soprattutto un pilota da caccia, ed ha comandato diverse squadriglie e stormi da combattimento. Dal maggio 1955 al luglio 1957 ha comandato il 417th Fighter-Bomber Squadron (50th Fighter-Bomber Wing), montato su F-86H Sabre e schierato presso la base di Hahn AB, Germania, e quella di Toul-Rosieres Air Base, Francia. Dal 1957 al 1960 ha comandato il 1st Fighter Day Squadron montato su F-100D (successivamente, ancora sotto il comando di Yeager, rinominato come 306th Tactical Fighter Squadron) schierato presso la George Air Force Base, California e la Morón Air Base Spagna.
Nel 1962, dopo il completamento di un ciclo annuale di studi presso il Air War College, è stato il primo comandante dell'USAF Aerospace Research Pilot School (precedentemente conosciuta come USAF Flight Test Pilot School), che produceva astronauti per la NASA e l'USAF; non avendo però un titolo accademico (aveva infatti lasciato gli studi dopo l'high school), gli fu preclusa la possibilità di essere selezionato per i voli spaziali. Un incidente durante un volo di prova con uno dei NF-104s della scuola mise fine ai suoi tentativi di record. Tra il dicembre 1963 ed il gennaio 1964, Yeager effettuò cinque voli con il NASA M2-F1 lifting body.
Nel 1966 prese il comando del 405th Tactical Fighter Wing presso la Clark Air Base, nelle Filippine, le cui squadriglie erano schierate per un turno di servizio temporaneo in Vietnam ed altrove nel Sudest Asiatico. Durante questo incarico, accumulò altre 414 ore di combattimento nel corso di 127 missioni, per lo più su un bombardiere leggero Martin B-57. Nel febbraio 1968, gli fu assegnato il comando del 4th Tactical Fighter Wing presso la Seymour Johnson Air Force Base, Carolina del Nord, e comandò lo stormo di F-4 Phantom in Corea del Sud durante la crisi della USS Pueblo.
Il 22 giugno 1969 fu promosso Brigadier generale, e fu nominato in luglio Vicecomandante della Seventeenth Air Force. Nel 1971 Yeager fu assegnato in Pakistan come consulente della Pakistan Air Force alle dipendenze dell'ambasciatore Joe Farland. Prima dell'inizio delle ostilità della guerra del Bangladesh affermò che l'esercito pakistano sarebbe entrato a New Delhi entro una settimana. Durante la guerra, il suo bimotore Beechcraft fu distrutto durante un'incursione aerea indiana contro la base aerea di Chaklala. Nonostante la resa del Pakistan nei confronti dell'India nella guerra indo-pakistana del 1971, Yeager restò in Pakistan fino al marzo 1973, e ricordò in seguito il suo soggiorno in quel paese come uno dei periodi più piacevoli della sua vita. Durante questo periodo, passò la maggior parte del tempo pilotando un F-86 Sabre della Pakistan Air Force, effettuando numerose spedizioni sul K2, facendo vacanze a Swat, Pakistan ed imparando la lingua Urdu.

### Fine carriera e vita civile
Il 1º marzo 1975, ritornato dai compiti in Germania e Pakistan, lasciò la Air Force presso Norton Air Force Base, ma volando ancora occasionalmente per USAF e NASA come pilota collaudatore consulente presso la base di Edwards AFB. Per il suo lavoro di consulente, Yeager è pagato un dollaro all'anno, più tutto il tempo di volo che vuole.
Yeager è stato incluso nella National Aviation Hall of Fame nel 1973 e nel 1990 è stato incluso nell'Aerospace Walk of Honor.
Il 14 ottobre 1997, cinquantesimo anniversario del suo storico volo oltre Mach 1, ha pilotato un nuovo Glamorous Glennis III, un F-15D Eagle, oltre Mach 1, con il tenente colonnello Troy Fontaine come co-pilota. Il chase plane per l'occasione è stato un F-16 Fighting Falcon pilotato da Bob Hoover, famoso pilota di air-show, e suo wingman per il primo volo supersonico. Se Yeager fosse andato dal medico di volo con le costole rotte prima del volo con l'X-1, Hoover l'avrebbe sostituito con Bud Anderson ai comandi del chase plane. Quello del cinquantesimo anniversario è stato l'ultimo volo ufficiale di Yeager con l'Air Force. Sempre nel 1997 ricevette per i suoi meriti nel campo dell'aviazione il Tony Jannus Award.
Nel 2004, il Congresso degli Stati Uniti ha votato per autorizzare il Presidente a promuovere Yeager al grado di maggior generale della riserva. Nel 2005, il Presidente George W. Bush promosse sia Yeager ed in modo postumo il pioniere della superiorità aerea Billy Mitchell.
Yeager si è poi completamente ritirato dall'attività di pilota collaudatore. È stato membro, insieme a Richard Feynman e Neil Armstrong, della Rogers Commission, che ha indagato sull'esplosione dello Space Shuttle Challenger durante la missione STS-51-L.
Nel 2000, dieci anni dopo la morte della moglie Glennis, Yeager ha conosciuto l'attrice Victoria Scott D'Angelo, divenuta sua moglie nel 2003. La coppia viveva ad Oroville, California.
Nel 2006 il Brigadier Generale Yeager si è candidato alla presidenza degli Stati Uniti, ma si è ritirato dalla campagna elettorale poco prima dell'inizio delle votazioni nell'Iowa per ragioni sconosciute.
Il 14 ottobre 2012, alla veneranda età di 89 anni, ripete l'impresa di superare la barriera del suono, salendo nuovamente su un McDonnell Douglas F-15 Eagle, questa volta però nel posto riservato al navigatore.
Yeager è deceduto il 7 dicembre 2020; ne ha dato un breve comunicato la moglie, che è stato prontamente ripreso da tutte le principali agenzie del mondo.

## Cinema
Yeager ha partecipato con un breve cameo al film Uomini veri (titolo originale "The Right Stuff"), resoconto cinematografico delle sue imprese aviatorie e dei primi passi dell'astronautica statunitense con il programma Mercury. Ha interpretato Fred, un barista del "Pancho's Place". A tal riguardo l'aviatore disse di ritenere il ruolo più che appropriato:
Il ruolo di Yeager venne invece interpretato dall'attore Sam Shepard.